# Fantagraphics
Fantagraphics (precedentemente Fantagraphics Books Inc.) è una casa editrice statunitense di fumetti alternativi, fumetti classici, antologie, riviste, romanzi a fumetti e fumetti erotici per adulti. La  sede dell'azienda  è a Seattle, Washington.
Fantagraphics Books fu fondata nel 1976 da Gary Groth e Mike Catron presso l'Università di College Park nel Maryland. Kim Thompson subentrò nel 1977 e diventò comproprietario con Gary Groth.
Fantagraphics pubblica The Comics Journal, una rivista che si riferisce al fumetto come una forma d'arte, perseguendo  sempre un punto di vista critico. 
Ha anche pubblicato riviste e  romanzi a fumetti che hanno avuto critiche eccellenti, riconoscimenti e premi come Ghost World, Hate e Love and Rockets.
Nel 2003 Fantagraphics rischiò il fallimento perdendo più di 60.000 dollari nel collasso del distributore Seven Hills Distribution, fu salvato grazie ad un numero esorbitante di ordini da parte dei lettori e dei fan. Dopo aver superato la crisi economica, Fantagraphics ha avuto un enorme successo con la pubblicazione  della collezione The Complete Peanuts distribuito da W.W. Norton & Company.
Nel 2007 la casa editrice Fantagraphics ha aperto un negozio con le proprie pubblicazioni a Seattle.